# Aéroport international de Iași
Pour les articles homonymes, voir IAS.
L'aéroport de Iași (code IATA : IAS • code OACI : LRIA) est un aéroport international desservant la ville de Iași, en Roumanie, situé à 8 kilomètres du centre-ville. L'aéroport de Iași est un des plus anciens aéroports du pays.

## Histoire
L'activité commerciale de l'aéroport débute le 24 juin 1926, avec le lancement de la ligne Bucarest – Galați – Iași et Chișinău. Les vols étaient effectués par la Compagnie internationale de navigation aérienne - CFRNA, plus tard la LARES.
En 1966, une piste d'atterrissage nord-sud en béton de 1 800 mètres dotée d'un système d'éclairage moderne est construite, suivie trois ans plus tard par la construction d'un nouveau terminal de passagers. En 2001, le terminal est rénové dans le but de séparer les vols intérieurs des vols internationaux. En 2005, un « Instrument Landing System CAT II » est implanté.
En juin 2012, un nouveau terminal passagers (appelé Terminal T2) est ajouté, améliorant la capacité d'accueil à 250 passagers par heure. Il gère les vols en provenance de Schengen. L'ancien terminal est rebaptisé Terminal T1.

### Développement actuel et prochain
L'aéroport international de Iași a entamé un programme de rénovation à long terme. La première phase, courant d'août 2013 à août 2015,, inclut la construction d'une nouvelle piste de 2 400 mètres, d'un terminal accueillant 320 passagers à l'heure, et l'extension du tarmac,.
La nouvelle piste (14/32) est opérationnelle depuis le 16 octobre 2014. L'ancienne piste 15/33 est convertie en taxiway.
Ultérieurement, il est prévu la construction d'un nouveau terminal, d'un nouveau tarmac, un terminal cargo, un dépôt de carburant, un nouvel accès routier à l'aéroport, et l'extension de la piste de 600 mètres supplémentaires,.

## Situation
| \| 50 km1:1 922 000 \| Bacău Baia Mare-Maramureș Brașov Bucarest-Aurel-Vlaicu Bucarest-Henri-Coandă Cluj-Napoca Constanța Iași Sibiu Târgu Mureș Timișoara Arad Craiova Oradea Satu Mare Suceava |
| 50 km1:1 922 000 |

## Compagnies aériennes et destinations
| Compagnies        | Destinations |
| ----------------- | --- |
| Animawings        | Bucarest-H. Coandă |
| Austrian Airlines | Vienne-Schwechat |
| HiSky             | Dublin |
| Ryanair           | Bergame-Orio al Serio, Charleroi Bruxelles-Sud, Dublin, Paris-Beauvais |
| TAROM             | Bucarest-H. Coandă |
| Wizz Air          | - Bâle-Mulhouse, - Barcelone-El Prat, - Bergame-Orio al Serio, - Berlin-Brandebourg, - Billund, - Bologne-Borgo Panigale, - Catane-Fontanarossa, - Charleroi Bruxelles-Sud, - Copenhague-Kastrup, - Dortmund, - Eindhoven, - Istanbul, - Larnaca, - Londres-Luton, - Madrid-Barajas, - Memmingen, - Paris-Beauvais, - Rome - G. B. Pastine (Ciampino), - Rome Léonard-de-Vinci/Fiumicino, - Tel Aviv - Ben Gourion, - Trévise-Sant'Angelo, - Turin S.-Pertini (Caselle), - Venise - Marco Polo En saison : Santorin |

Édité le 21/02/2020. Actualisé le 14/04/2023.

## Statistiques
Pour des raisons techniques, il est temporairement impossible d'afficher le graphique qui aurait dû être présenté ici.

Voir la requête brute et les sources sur Wikidata.